# Neutral-Moresnet

Inoffizielle Flagge von 1883

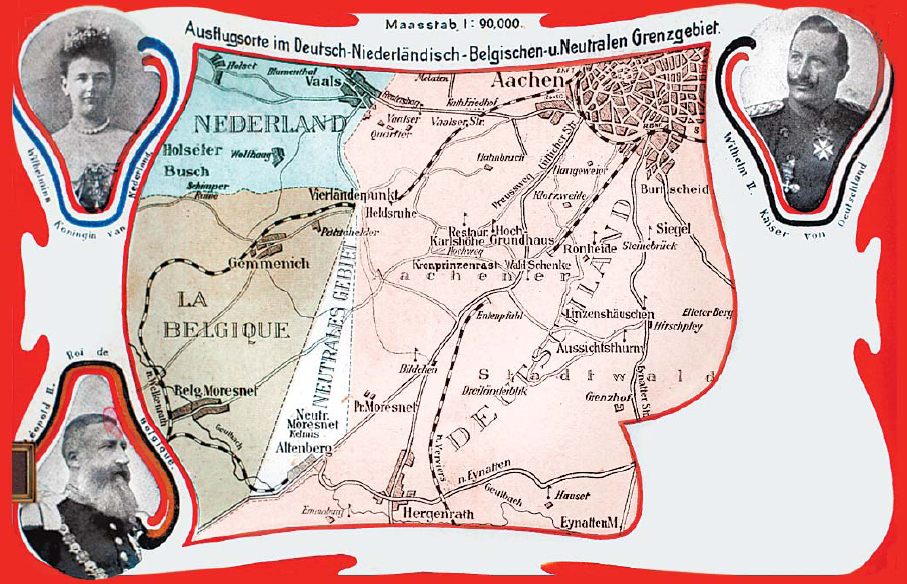
Neutral-Moresnet auf einer Postkarte um 1900

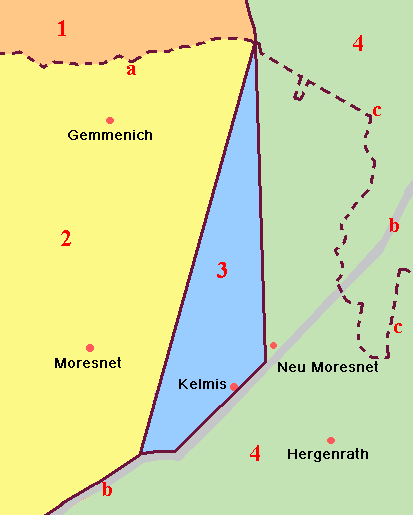
1. Niederlande (Grenzverlauf von 1830), Provinz Limburg
2. Belgien (Grenzverlauf von 1830) Provinz Lüttich
3. Neutral-Moresnet (1816–1919)
4. Preußen, Rheinprovinz
a. Heutige niederländisch-belgische Grenze (1843)
b. Lütticher Straße
c. Heutige deutsch-belgische Grenze (1919)
---

Wappen von Neutral-Moresnet (nach einer Postkarte von 1908)

Neutral-Moresnet (Aussprache auf Deutsch: [ˈmɔʁəsnɛt], [ˌmɔʁəsˈnɛt], (historisch) [moʁəˈneː]; auf Französisch: [mɔʁɛsˈnɛt]; deutsch auch Altenberg) war von 1816 bis 1919 ein neutrales Territorium, das als Kondominium gemeinsam vom Vereinigten Königreich der Niederlande bzw. (ab 1830) Belgien und Preußen bzw. (ab 1871) dem Deutschen Reich verwaltet wurde. Das 3,4 km² große Gebiet des ehemaligen Neutral-Moresnet liegt sieben Kilometer südwestlich von Aachen und reicht im Norden bis zum Vaalserberg, auf dem es damit zwischen 1830 und 1919 ein Vierländereck (mit den Niederlanden, Belgien und Preußen bzw. Deutsches Reich) gab. Die Bevölkerungsanzahl wuchs rasant von 256 Personen im Jahr 1815 auf 4668 Personen vor dem Ersten Weltkrieg.

## Geschichte
Vor 1794 war Moresnet ungeteilt und gehörte zur Hochbank Montzen im Herzogtum Limburg. 1794 besetzten französische Truppen das linke Rheinufer; später annektierten sie das Gebiet.
Nachdem Napoleon im Juni 1815 seine letzte Schlacht (bei Waterloo) verloren hatte, bestand Uneinigkeit darüber, an welches Land dieses Gebiet mit seinen Bodenschätzen gehen sollte: an Preußen oder an das Vereinigte Königreich der Niederlande (Belgien bestand damals noch nicht als selbstständiger Staat, sondern war Südteil der Vereinigten Niederlande). Dort wurde Galmei abgebaut, das für die Zink- und Messingherstellung am Anfang des 19. Jahrhunderts notwendig war und aus diesem Gebiet nach ganz Europa exportiert wurde.
Artikel 25 der Schlussakte des Wiener Kongresses (1815) beschreibt die Grenzen Preußens, Artikel 66 die der Niederlande. Moresnet wurde von beiden Seiten beansprucht. Im Dezember 1815 trafen sich Unterhändler aus Preußen und den Niederlanden in Aachen und fanden nach einem halben Jahr den Kompromiss, Moresnet unter den beiden Nationen aufzuteilen und in der Mitte ein neutrales Stück übrig zu lassen. Im Juni 1816 entstanden so die drei Teile:
- im Westen das niederländische (ab September 1830 belgische) Moresnet (nach der belgischen Gebietsreform von 1977 Teil der Gemeinde Plombières)
- im Osten Preußisch-Moresnet, seit 1920 Neu-Moresnet (nach der belgischen Gebietsreform von 1977 Teil der Gemeinde Kelmis)
- dazwischen Neutral-Moresnet mit dem Dorf Kelmis oder Altenberg (nach der belgischen Gebietsreform von 1977 Teil der Gemeinde Kelmis)

Neutral-Moresnet blieb „unbestimmt, da die beiden Kommissionen sich nicht über die Weise einig wurden, wie die Grenzziehung […] vorzunehmen sei“. „Diese Schwierigkeit wird der Entscheidung der beiderseitigen Regierungen vorgelegt. […] In Erwartung dieser Entscheidung wird die provisorische Grenze durch die Gemeinde Moresnet gebildet.“ Im Abkommen wurde weiterhin erwähnt, dass das Gebiet „einer gemeinschaftlichen Verwaltung unterworfen wird und von den beiden Mächten nicht militärisch besetzt werden darf“ – daher der Name Neutral-Moresnet.

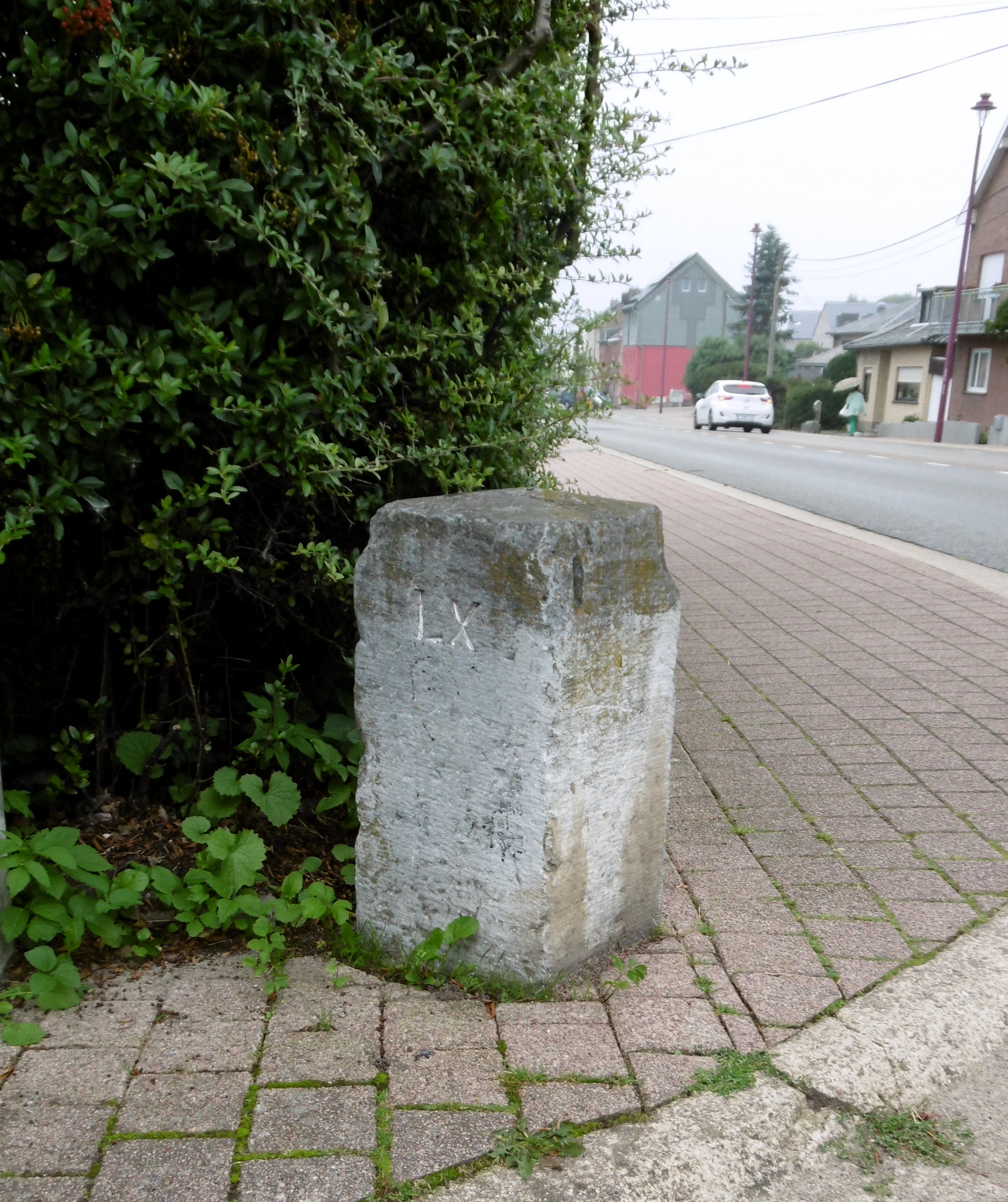
Grenzstein Nr. LX an der Lütticher Straße

Der gesamte Grenzverlauf von Neutral-Moresnet wurde mit 60 würfelförmigen Steinen markiert, die bisher nicht unter Denkmalschutz gestellt wurden und von denen die Steine 16, 20, 31, 50, 52, 54, 55 und 56 nicht mehr vorhanden oder auffindbar sind. Der ehemals am Kelmiser Tennisplatz stehende Stein Nummer 3 wurde auf den Innenhof der Gemeindeverwaltung in der Kirchstraße versetzt und der Stein Nummer 53 befindet sich seit geraumer Zeit im Museum Vieille Montagne. Außerdem bilden die Grenzen des früheren Gebietes von Neutral-Moresnet und die dortigen Belgisch-Preußischen Grenzsteine zwischen dem südlichen Zipfel mit dem Stein Nummer 188 und dem nördlichen Eckpunkt mit dem Stein Nummer 193 auf dem Vaalserberg eine Besonderheit. Dort entstanden gemäß Emmericher Protokoll vom 23. September 1818 westlich des Territoriums eine Grenze zwischen Niederlande/Belgien und Neutral-Moresnet, entlang der die Steine mit den Nummern 188, 189, 189½, 190, 190½, 191, 191½, 192 und 193 positioniert sind, und östlich eine Grenze zwischen Neutral-Moresnet und Preußen, entlang der sich die Steine mit den Nummern 188,189, 190, 191 und 192 befinden.

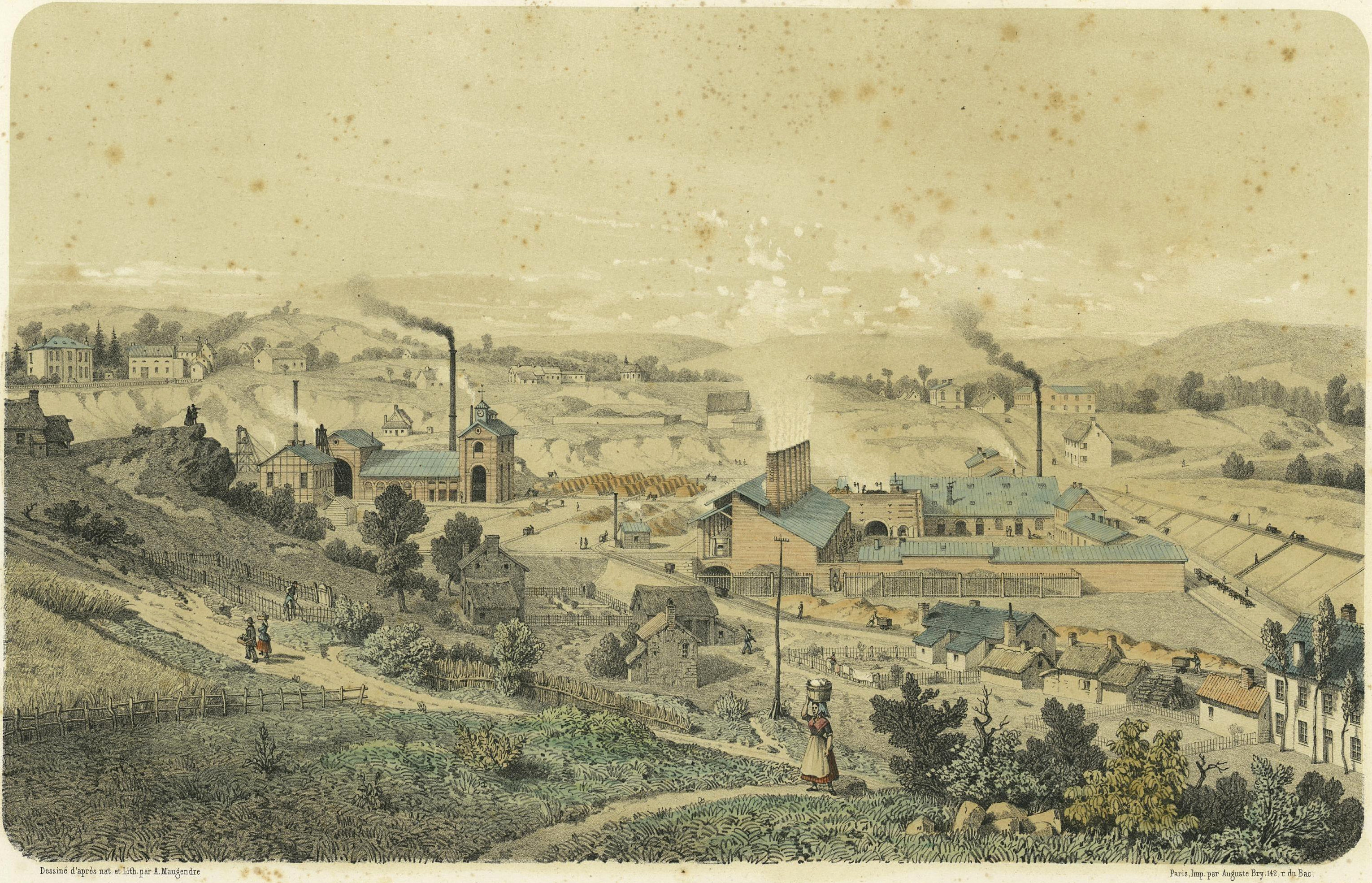
Zinkwerke Neutral Moresnet um 1850, Lithografie von Adolphe Maugendre

Neutral-Moresnet hatte bei seiner Gründung um 1815 nur 256 Einwohner; durch sein Galmeivorkommen (Zinkspat) und die damit verbundene Zinkschürfung sowie durch die von Jean-Jacques Dony entdeckten neuen Zinkgewinnungsmethoden und die damit verbundene Ansiedlung der 1837 gegründeten Société Anonyme des Mines et Fonderies de Zinc de la Vieille-Montagne wurden 1858 bereits 2575 Einwohner gezählt; viele von ihnen waren Deutsche, Wallonen, Flamen und Niederländer. Bis 1847 siedelten sich viele junge Männer dort an, um den Militärdienst zu umgehen. Danach regelten Belgien und Preußen, dass nur ursprünglich Ansässige vom Militär befreit waren.
Die Bergbaugesellschaft Vieille Montagne war Mitte des neunzehnten Jahrhunderts die größte Zinkmine der Welt.
Im Laufe des 19. Jahrhunderts gab es zahlreiche Verhandlungen zwischen Preußen und Belgien zur Abschaffung des Provisoriums. Kurz vor Beginn des Ersten Weltkrieges wurden 4668 Einwohner gezählt.

Bahnstrecke Moresnet–Neutral-Moresnet, Vieille Montagne

Am 7. Dezember 1870 wurde die Bahnstrecke Bleyberg–Welkenraedt (L 39) sowie am 12. März 1871 die Stichstrecke Moresnet–Neutral-Moresnet (L 39B) für den Personen- und Güterverkehr in Betrieb genommen.
Im Ersten Weltkrieg wurde das Gebiet wie Belgien schon im August 1914 von deutschen Truppen besetzt, aber bis zur deutschen Annexion am 27. Juni 1915 separat von diesen verwaltet.
Das Deutsche Reich musste 1919 nach den Bestimmungen des Versailler Vertrages (Artikel 32 bis 34) das Gebiet an den Staat Belgien abtreten. Neutral-Moresnet wurde ab 10. Januar 1920 im Gouvernement Eupen-Malmedy von Hochkommissar General Herman Baltia verwaltet. Der Name in Kelmis (französisch La Calamine) sowie Preußisch-Moresnet zu Neu-Moresnet geändert und 1925 in den belgischen Staatsverband eingegliedert.
Während des Zweiten Weltkriegs eroberte das Deutsche Reich das Gebiet und annektierte es.

## Rechtswesen
In Neutral-Moresnet galten bis zuletzt der von Napoleon eingeführte Code civil und der Code pénal. Da im Gebiet selbst keine Gerichte existierten, mussten belgische und preußische Richter entsprechend diesen ehemaligen französisch-napoleonischen Gesetzen entscheiden.
Zwei königliche Kommissare hatten die Aufsicht über das Gebiet (je ein preußischer in Aachen sowie bis zur Belgischen Revolution 1830 ein niederländischer und ab 1835 ein belgischer Kommissar). Sie ernannten den Bürgermeister, dessen Entscheidungen aber durch das Fehlen einer Verwaltungsgerichtsbarkeit nicht überprüft werden konnten.
Preußen berief zunächst 1817 den Geheimen Bergrat Wilhelm Hardt als Kommissar, der diese Stellung jedoch nicht annehmen wollte. Daraufhin beauftragte das Königreich Mayer, den Direktor des für die Moresneter Zinkgruben zuständigen Bergamtes Düren, mit dieser Aufgabe. Der letzte der Bergaufsicht entstammende preußische Kommissar, der dem Oberbergamt zugehörige Oberbergrat Martins, geriet wiederholt in Auseinandersetzungen mit der Königlich Preußischen Regierung in Aachen. Diese wurde wegen ihrer Nähe häufiger von Moresnetern mit Gesuchen angerufen als der in Bonn sitzende Martins. Es kam zu Entscheidungen seitens der Regierung ohne Hinzuziehung des Oberbergrats. Um diesen Zustand zu beenden, bat die Regierung um die Übertragung der Polizeiaufsicht an den Eupener Landrat, was der König im Jahr 1852 auch bewilligte. Martins protestierte ohne Erfolg und verzichtete in der Folge auf seine verbliebenen Zuständigkeiten, so dass diese 1854 ebenfalls dem Landrat übertragen wurden. Ab diesem Zeitpunkt waren die Eupener Landräte oder deren Vertreter in Personalunion auch die preußischen Kommissare für Neutral-Moresnet. Sie wurden jedoch jeweils gesondert durch den preußischen König ernannt. Im Jahr 1889 übernahm Belgien diese Verfahrensweise, von nun an war der Arrondissementskommissar des benachbarten Verviers zugleich Beauftragter in Verviers.
Erst in der Mitte des 19. Jahrhunderts gab es zusätzlich einen Gemeinderat. Auch die Grubengesellschaft Societé de la Vieille Montagne, die eigene Siedlungen, Läden, ein Krankenhaus und die Sparkasse betrieb, bestimmte mit.

### Königliche Kommissare für das neutrale Gebiet von Moresnet
Niederlande
- 1817–1823: Werner Jacob; Anwalt und Deputierter der Stadt Lüttich
- 1823–1830: Josef Brandès; Schulinspektor und Deputierter der Stadt Lüttich

Belgien
- 1830–1835: während und in den ersten Jahren nach der Belgischen Revolution vakant
- 1835–1840: Lambert Ernst; Substitut des Generalprokurators in Lüttich
- 1840–1889: Mathieu Crémer; Richter in Verviers
- 1889–1915: Fernand Jacques Bleyfuesz; Kreiskommissar von Verviers
- 1915:–9999 Dr. Bayer; kaiserlich-bürgerlicher Kommissar in Verviers
- 1915–1918: annektiert von Preußen
- 1918–1920: Fernand Jacques Bleyfuesz

Preußen
- 1817–1819: Wilhelm Hardt; Grubenberater der Zinkgruben
- 1819–1836: Johann Martin Daniel Mayer; Bergrat und Direktor des Bergamts in Düren
- 1836–1854: Heinrich Martins; Oberbergrat am Oberbergamt in Bonn
- 1854–1866: Amand von Harenne; zuvor von 1852 bis 1854 Kommissar der Polizei; Landrat im Kreis Eupen
- 1866–1868: Robert Freiherr von der Heydt; Landrat in Eupen
- 1868–1870: Edwin Gülcher; Landrat in Eupen
- 1871–1893: Alfred Sternickel; Landrat in Eupen
- 1893–1909: Alfred Gülcher; Landrat in Eupen
- 1909–1918: Walter The Losen; Landrat in Eupen
- 1918–1920: nach dem Waffenstillstand von Compiègne (1918) von deutscher Seite unbesetzt

### Bürgermeister für Neutral Moresnet
- 1817–1859: Arnold Timothée de Lasaulx
- 1859:–9999 Adolf Hubert van Scherpenzeel-Thim
- 1859–1882: Joseph Kohl
- 1882–1885: Oskar Anton Bilharz
- 1885–1915: Hubert Schmetz
- 1915–1918: Wilhelm Kyll
- 1918–1920: Pierre Grignard

## Esperanto
Ab 1907 gab es eine Gruppe von Esperanto-Anhängern, die aus Neutral-Moresnet einen Esperanto-Staat mit Namen Amikejo (Esperanto für Ort der Freunde) bilden wollte. Unter anderem versuchten der französische Professor Gustave Roy und Wilhelm Molly, der Chefarzt der Erzgrube und nach 1881 stellvertretender Bürgermeister, in Neutral-Moresnet den ersten Esperanto-Staat der Welt auszurufen. Es fanden zunehmend Veranstaltungen statt und die Kneipenbesitzer begannen, ihre Lokale mehrsprachig auszuschildern.

## Sonstiges
Die Steuern waren niedrig und wurden über Jahrzehnte nicht erhöht. Da beide Länder Neutral-Moresnet als Hoheitsgebiet betrachteten, war die Einfuhr zollfrei. Für die Ausfuhr wurde aber Zoll verlangt.
Es gab zahlreiche illegale Schnapsbrennereien und einen schwunghaften Handel mit Alkohol. Der Schmuggel mit den Nachbarländern war gut entwickelt. Daneben gab es Prostitution und zahlreiche versteckte Zockerstuben. Aus letzteren versuchte man 1903 ein legales Geschäft zu entwickeln und ein Casino zu eröffnen, was Preußen aber unterband. Es bestand keine Wehrpflicht. Gewerkschaften waren verboten. Der Priester, von den Besitzern der Galmei-Hütten bezahlt, predigte Gehorsam und rief zu Denunziation auf.
Da in Neutral-Moresnet das französische Recht noch in Kraft war, war der  französische Franken die einzige offizielle Währung. Eine eigene Währung war angedacht und eigene Briefmarken. Für beides gab es Prototypen.

## Heute
Außer Moresnet-Village (Alt-Moresnet) und Moresnet-Chapelle (Eikschen), die seit 1975 Orte in der offiziell französischsprachigen Gemeinde Plombières (Bleyberg) sind, gehört der Rest der Region heute zur Gemeinde Kelmis in der Deutschsprachigen Gemeinschaft Belgiens. Als weiteren Hinweis auf diese Besonderheit gibt es heute noch in der niederländischen Stadt Vaals eine Straße mit dem Namen Viergrenzenweg, der von Norden zu dem Grenzpunkt auf dem Vaalserberg führt, an dem seinerzeit die vier Gebiete zusammenstießen und der auch heute noch, trotz Änderung des deutsch-belgischen Grenzverlaufs nach dem Ersten Weltkrieg, der Drei-Länder-Grenzpunkt zwischen Deutschland, Belgien und den Niederlanden ist. Die touristischen Einrichtungen am Drei-Länder-Grenzpunkt verwenden eine vierteilige Flagge, auf der neben den Flaggen der heutigen Länder auch die Flagge von Neutral-Moresnet abgebildet ist.
Am 14. März 2019 wurde in Hannover-Davenstedt ein Weg auf den Namen Neutral-Moresnet getauft.

## Persönlichkeiten
- Bernhard von Scheibler (1785–1837), königlich belgischer Kommissar für Neutral-Moresnet
- Heinrich (Hein) Janssen (1856–1938), deutscher Mundartdichter
- Emil Dovifat (1890–1969), Publizistikwissenschaftler
- Jean Fryns (1910–1965), Bischof von Kindu im Kongo

## Tourismus
Gerade wegen der Bedeutung der Esperanto-Episode werden heute viele Sprachkurse angeboten und die Gastwirtschaften des Gebietes benutzen Begriffe auf Esperanto. Am 14. September 2018 wurde im ehemaligen Direktionsgebäude der Zinkgrube das Museum Vieille Montagne eröffnet. Es ersetzte nach mehrjähriger Vorbereitungsarbeit das ältere „Göhltalmuseum“. In diesem Museum ist sowohl die bis ins Mittelalter zurückreichende Geschichte des Zinkabbaues in Kelmis als auch die Geschichte des neutralen Gebietes ausführlich dokumentiert.